# 1891年6月6日日食
1891年6月6日日食为一次在协调世界时1891年6月6日（俄罗斯东部地区为6月7日）出現的日環食。該次日食食分為0.9981，食甚維持0分6秒。

## 概述
這次日食的食分是0.9981，環食維持0分6秒。

## 基本參數
- 類型：日環食
- 食甚資料：
  - 日期：1891年6月6日
  - 時間：16時15分36秒
  - 地點：75N 164E
  - 食分：0.9981
  - 日環食持續時間：0分6秒

## 外部連結
- NASA日食專頁（页面存档备份，存于）（英文）